# Стефан Данаджиев
Стефан Иванов Данаджиев е български лекар, невролог и психиатър, един от пионерите на българската психиатрия.

## Биография
Роден е през 1866 г. в Ески Джумая, днес Търговище. От 1902 г. е действителен член на Българското книжовно дружество, днес Българска академия на науките и е автор на няколко монографии, които се фокусират върху съдебната психиатрия. Умира през 1943 г.